# António Semedo
António Paulo Sanches Semedo (Lisboa, 1 de junho de 1979) é um futebolista português que joga actualmente no FC Steaua Bucureşti da Liga 1 da Roménia, depois de ter passado também pelo CFR Cluj.
Joga habitualmente como lateral esquerdo ou direito e já representou a selecção portuguesa sub-21, tendo participado inclusive no Campeonato Europeu de Futebol Sub-21 de 2002.

## Títulos
CFR Cluj
- Campeonato Romeno de Futebol: 2007-08
- Taça da Roménia: 2007-08

## Participações
- Copa da UEFA 2007-2008 (2 jogos)[1]
- UEFA Champions League 2008-2009 (6 jogos)[1]
- UEFA Champions League 2009-2010 (4 jogos)[1]
- UEFA Europa League 2009-2010 (1 jogo)[1]
- UEFA Champions League 2010-2011 (1 jogo)[1]